# Hrvatsko slovo
Hrvatsko slovo bio je hrvatski tjednik za kulturu sa sjedištem u Zagrebu.

## Uvod
Objavljivao je članke, razgovore, podlistke, priloge, kritike i osvrte iz područja kulture i umjetnosti (književnosti, likovne umjetnosti, kazalište, televizije), članke nadahnute hrvatskom svakodnevnicom, politikom i športskim događajima te humoristično-satirični priloge (aforizme, anegdote, humoristične tekstove, stripove). Po širini pokrivenih tematskih područja u vrijeme izlaženja bio je jedinstvena novina u Hrvatskoj.

## Povijest
Na osnivačkome skupu u Zagrebu, održanom 28. ožujka 1995. godine, prihvaćena je koncepcija novoga tjednika, koju je izložio Dubravko Horvatić, i prijedlog Mile Pešorde o imenu »Hrvatsko slovo«. Prvi broj Hrvatskoga slova predstavili su u Zagrebu 28. travnja 1995. godine njegovi osnivači književnici Dubravko Horvatić, glavni urednik, Stjepan Šešelj, ravnatelj, Mile Pešorda, zamjenik glavnog urednika i urednik za književnost, i predsjednik DHK-a Nedjeljko Fabrio. Jednim od supokretača bio je hrvatski pjesnik Mile Maslać, poslije zamjenikom glavnog urednika ovog lista.
Ciljevi Hrvatskoga slova bili su promicanje hrvatske kulture, svijesti o nacionalnim interesima hrvatskoga naroda, zatim promicanje svijesti o velikim djelima nacionalnih manjina koje su znatno pridonijele Hrvatskoj i hrvatskoj kulturi.

## Suradnici
Tjednik je objavio razgovore s brojnim hrvatskim uglednicima.
Za suradnike je imao brojne hrvatske uglednike - književnike, umjetnike, znanstvenike, kao i stručnjake iz raznih područja, kao što su Vlado Andrilović, Ivan Aralica, Ivan Babić, Stjepan Šulek (jedno vrijeme glavni urednik), Franjo Brkić, Emil Čić, Tomislav Dretar, Malkica Dugeč, Nela Eržišnik, Dubravko Horvatić, Marijan Krmpotić, Krešimir Mišak, Javor Novak, Mladen Pavković, Mile Pešorda, Zlatko Tomičić, Marijan Horvat-Mileković, Tomislav Sunić, Tin Kolumbić, Nevenka Nekić, Zvonimir Magdić, Ivan Biondić, Branimir Souček, Zoran Vukman, Branka Hlevnjak, Igor Mrduljaš, Nenad Piskač, Esad Jogić, Lidija Bajuk, Željko Sabol, Ivan Boždar (pseudonim Satir iliti podivljali čovik), Damir Pešorda, Benjamin Tolić, Davor Dijanović, Ivica Luetić, Ati Salvaro, Domagoj Vidović i ini.
Višestruko međunarodno nagrađivani hrvatski karikaturist Nikola Listeš bio je redoviti suradnik Hrvatskoga slova.

U Hrvatskom su slovu objavljeni književni uradci na hrvatskom jeziku i prijevodi književnih uradaka na hrvatski jezik poznatih književnika i akademika: Ivana Brajdića, Friedricha Nietzschea i drugih.

## Glavni urednici
- Dubravko Horvatić (1995. – 1998.)
- Javor Novak[8] (1998.)
- Ante Matijašević[8][9] (1998. – 1999.)
- Ivan Jindra[10] (2000. –2002.)
- Stjepan Šulek[8]
- Domagoj Margetić[11] (2004.)
- Marijan Križić[12]
- Nenad Piskač[8] ( – 2010.)
- Stjepan Šešelj[8] (2010. – 2022.)

## Nakladništvo
Hrvatsko slovo u svojoj Knjižnici Hrvatskog slova objavio je djela ovih hrvatskih književnika i inih uglednika: Veljka Barbierija, Mirka Marjanovića, Đurđice Ivanišević, Hrvoja Hitreca, Stjepana Šešelja, Igora Mrduljaša, Ljubice Štefan, Svena Laste, Maje Freundlich, Dubravka Horvatića, Benjamina Tolića, Milana Vukovića, Zorana Tadića, Mladena Rojnice, Mate Kovačevića, Pere Pavlovića i drugih.

## Nagrade
- Za izuzetno vrijedna prozna i pjesnička djela objavljena u listu, od 2005. godine Hrvatsko slovo dodjeljuje nagradu Dubravko Horvatić, tako nazvanu u čast svog pokojnog utemeljitelja i urednika, Dubravka Horvatića.[15]
- Dana 15. lipnja 2009. godine Hrvatska kulturna zaklada i tjednik za kulturu Hrvatsko slovo ustanovili su Nagradu Ljubica Štefan.[15]

## Vanjske poveznice
- Hrvatsko slovo  Arhivirana inačica izvorne stranice od 26. prosinca 2011. (Wayback Machine)
- Hrvatska kulturna zaklada
- Mile Pešorda, Krstni dan ‘Hrvatskoga slova’, kulturnoga glasnika slobodne i suverene Hrvatske, hrvatski-fokus.hr, 23. veljače 2022.